# Jul i Betlehem
Jul i Betlehem är ett julalbum, släppt 1999, av den svenska popsångerskan Carola Häggkvist. "Jul i Betlehem" spelades in i Betlehem den 15 juni - 27 september 1999, så att den skulle vara klar till jul samma år. På albumlistorna placerade sig albumet som bäst på 1:a plats i Sverige och på 6:e plats i Norge. Sammanlagt har albumet sålts i över 600 000 exemplar i Skandinavien.

## Låtlista
1. O helga natt (Cantique de noël) - 4:20
2. O Betlehem, du lilla stad (O Little Town of Bethlehem) - 4:05
3. Himlen i min famn - 4.50
4. The Little Drummer Boy (feat. Blues) - 4.30
5. Nu tändas tusen juleljus - 3:00
6. En stjärna lyser så klar (En stjerne skinner i natt) - 3:50
7. Härlig är Jorden (Dejlig er Jorden) - 4:02
8. I Wonder as I Wander - 3:20
9. Gläns över sjö och strand - 4:20
10. Mitt hjerte alltid vanker - 4:00
11. Mary's Boy Child - 3:40
12. Jag är så glad var julenatt - 4:20
13. Stilla natt (Stille Nacht, heilige Nacht) - 5:15
14. Dagen är kommen (Adeste Fideles) - 4:20

## Medverkande
- Rune Arnesen - trummor, slagverk
- Eivind Aarseth - gitarr
- Iver Kleive - flygel, orgel, synt

## Listplaceringar
| Lista (1999-2006, 2008-) | Topplacering |
| ------------------------ | ------------ |
| Norge                    | 6            |
| Sverige                  | 1            |

### Fotnoter
1. ↑  ”Svensk mediedatabas”. http://smdb.kb.se/catalog/id/001545626. Läst 2 juni 2011.
2. ↑  Expressen.se
3. ↑  Listplacering
4. ↑  Listplacering